# Aln (fiume)
Il fiume Aln scorre attraverso il distretto di Alnwick della regione di Northumberland, nel nord dell'Inghilterra, sfociando nel Mar del Nord nella costa est dell'Inghilterra.
Il fiume dà il proprio nome ad Alnwick e alla cittadina di Alnmouth, e alla sua sorgente, ovvero Alnham tra le colline di Cheviot. Il fiume Aln è relativamente piccolo; ma, storicamente, ha costituito un importante limite tra il territorio inglese e scozzese, poiché le rispettive truppe si trovavano costantemente ad affrontarlo. Questo ha significato un impegno da parte di entrambe le popolazioni a una tenace protezione del fiume. Ne è la prova il castello di Alnwick, costruito nei pressi del corso fluviale.
Adtwifyrdi è il termine usato dal venerabile Beda per descrivere il punto d'incontro del fiume con l'affluente alla foce del fiume, presso la cittadina di Alnmouth, Northumberland.